# Bharatiya Navshakti Party
Bharatiya Navshakti Party (BNP) (engelska: Indian New Force Party), var ett politiskt parti i Indien. BNP var aktiva inom Unionsterritoriet Dadra och Nagar Haveli och Adivasiområdena i södra och centrala Gujarat. BNP grundades och leddes av Lok Sabha-ledamoten Delkar Mohanbhai Sanjibhai. Innan han grundade BNP bildade han Indian Federal Democratic Party tillsammans med ökända Pappu Yadav.
År 2000 hade BNP valsamverkan med Indian National Congress (Kongresspartiet) i panchayatvalen i Dadra och Nagar Haveli. Tillsammans fick de 10 av 12 möjliga mandat i styrelsen och 2/3 av alla byråd. I 2004 års val fick Deklar mandatet för Dadra och Negar Haveli till Lok Sabha. BNP har givit sitt stöd till Indiens regerande allians United Progressive Alliance (UPA) som leds av Kongresspartiet. Innan de allmänna valen 2009 gick BNP samman med Kongresspartiet.